# Володимир Герун
Володимир Герун — український професійний баскетболіст, який виступає за «Реал Бетіс» іспанської баскетбольної суперліги.

## Ігрова кар'єра
Герун розпочав із клубу свого рідного міста БК «Дніпро» у сезоні Української баскетбольної Суперліги 2011–12 .
У 18 років Володимир Герун поїхав із рідної України до американського NCAA Division I.
Після свого перебування у Сполучених Штатах він повернувся до Європи. В Іспанії він поступово піднімався сходами від LEB Plata, поки не досяг Liga ACB.
У 2015 році він приєднався до CB Getafe, дочірньої компанії Baloncesto Fuenlabrada, з якої він перейшов до Força Lleida CE з Іспанської баскетбольної ліги, потім до CB Clavijo. Його гарні виступи в обох клубах викликали інтерес у «Барселони», яка включила його до своєї дочірньої компанії FC Barcelona Basquet B на сезон 2017–18 LEB Oro.
У 2017–18 роках він зіграв 30 ігор, у яких набирав у середньому близько 29 хвилин, набирав 14,8 очка, 8 підбирань, 1,6 передачі та 5 фолів. Кілька разів зізнавався найкращим гравцем дня.
У липні 2018 року він підписав контракт із CB Breogán терміном на один рік. Він став першим офіційним підписанням Бреогана. У сезоні ACB 2018–19 він набирав у середньому 11,4 очка (59 % кидків із двох та 62 % штрафних кидків) та 6,6 підбирань. Проти своєї пізнішої команди Baloncesto Málaga він зробив чудові 11 підбирань в атаці в обох матчах разом узятих.
Герун підписав контракт з Baloncesto Málaga на сезон ACB 2019-20 разом з Деоном Томпсоном. Герун підписав контракт на три сезони, хоч і з застереженнями для обох сторін. Герун, Томпсон і Рубен Герреро замінили внутрішніх гравців Віні Окуо, Матіаса Лессорта та Джорджі Шермадіні. Герун, Томпсон та Герреро в тому сезоні грали під керівництвом головного тренера Луїса Касіміро.
17 серпня 2021 року він підписав контракт з Büyükçekmece Basketbol із турецької Бююкчекмедже.
Сезон 2022-2023 провів в Іспанії в клубі Реал Бетіс, в якому став основним гравцем команди.

## Національна команда
Герун був членом збірної України з баскетболу на дорослому рівні, а також на юніорському рівні до 18 та 16 років.

## Статистика за матч
| Чемпіонат Іспанії   |              |    |      |      |     |     |     |
| 2018-2019           | Ріо Бреоган  | 34 | 24.2 | 11.1 | 6.4 | 0.9 | 0.4 |
| 2019-2020           | Уніхана      | 28 | 17.9 | 7.2  | 4.6 | 0.5 | 0.7 |
| 2020-2021           | Уніхана      | 18 | 14.3 | 4.6  | 3.5 | 0.5 | 0.3 |
| Суперліга Туреччини |              |    |      |      |     |     |     |
| 2021-2022           | Бююкчекмедже | 26 | 24.6 | 11.9 | 7.9 | 1.7 | 0.4 |
| Чемпіонат Іспанії   |              |    |      |      |     |     |     |
| 2022-2023           | Реал Бетіс   | 27 | 23.9 | 8.3  | 6.6 | 1.5 | 0.7 |